# COROS Wearables Inc
COROS Wearables Inc. là một công ty chuyên sản xuất và bán các thiết bị đeo phục vụ hoạt động thể thao. Trụ sở và hoạt động chính của công ty ở Thâm Quyến, Trung Quốc, nơi hãng có nơi có sở nghiên cứu phát triển, sản xuất và HRM. Công ty có một đội ngũ tiếp thị ở Hoa Kỳ phụ trách việc xây dựng thương hiệu toàn cầu, quan hệ đối tác thương mại, thử nghiệm sản phẩm và phát triển kinh doanh ở California và Colorado. Hãng cũng có văn phòng khu vực cũng ở châu Âu và Vương quốc Anh.
Công ty này chuyên thiết kế, sản xuất và bán lẻ đồng hồ thể thao GPS chuyên dụng tập trung vào hiệu suất dành cho các môn thể thao ngoài trời. Hãng tập trung sản xuất các thiết bị chủ yếu phục vụ các hoạt động chạy bộ: Đường chạy, Đường mòn, Đường bộ và Chạy siêu tốc. COROS từng có nhiều loại mũ bảo hiểm xe đạp thông minh với các tính năng thiết kế an toàn dành cho người đi xe đạp leo núi, đường bộ và đạp xe trong đô thị.

## Lịch sử
Năm 2018, Coros đưa Lewis Wu về làm CEO để hướng Coros sang mảng đồng hồ thể thao GPS
Vào ngày 15 tháng 5 năm 2018, COROS đã ra mắt đồng hồ GPS đầu tiên - Đồng hồ GPS đa môn thể thao PACE, được tích hợp sẵn 'Chế độ theo dõi' chuyên dụng đầu tiên được thiết kế dành cho người chạy bộ đo chính xác tốc độ chạy, khoảng cách và thời gian chính xác dữ liệu – nơi trước đó dữ liệu đo bằng GPS ban đầu đã không thành công.
Cuối năm đó, công ty ra mắt hai chiếc đồng hồ mới, APEX Premium Multisport Watch, với hai kích cỡ.; 42mm, 46mm.
Vào năm 2020, COROS ra mắt PACE 2 - đồng hồ GPS nhẹ nhất tại thời điểm đó - và công bố quan hệ đối tác với Eliud Kipchoge, Emma Coburn, và Des Linden.